# Islas Vernaci
Las islas Vernaci son un conjunto de siete pequeñas islas costeras de origen rocoso en el golfo San Jorge del mar Argentino, se encuentran ubicadas en la provincia argentina del Chubut. Más precisamente se halla en el Departamento Escalante, entre las penínsulas Aristizábal (por el sur) y Gravina (por el norte), en el sector de Bahía Bustamante, próximas a la boca de la Caleta Malaspina.

## Características
Se trata de siete islas ubicadas en un área de aproximadamente 2 x 2 kilómetros en torno a la posición geográfica 45°10′52″S 66°30′07″O / -45.18111, -66.50194. La mayor se ubica en el centro del conjunto y presenta unas dimensiones aproximadas de 1000 metros de largo máximo por 300 metros de ancho. Las restantes tienen un largo promedio de 500 metros y un ancho de 200 metros. Son islas rocosas de escasa altura, con amplias playas de grava, y terreno blando cubierto de vegetación, a excepción de una de ellas que es  un islote rocoso y escarpado, sin vegetación. Todas ellas presentan restingas en sus costas.
En las siete islas Vernaci existen colonias de nidificación de pingüinos de Magallanes (Spheniscus magellanicus), donde se han contabilizado más de 30.000 parejas reproductivas a principios de la década de 2000. Existen también en las distintas islas colonias de nidificación de gaviotin sudamericano (Sterna hirundinacea), gaviotas cocineras (Larus dominicanus), gaviotas de Olrog (Larus atlanticus) y gaviotas australes (Larus scoresbii). También existen colonias de cormorán imperial (Phalacrocorax atriceps), cormorán de cuello negro (Phalacrocorax magellanicus) y cormorán bigúa (Phalacrocorax olivaceus), así como de escúas pardo (Catharacta antarctica) y escúa común (Stercorarius chilensis.
A partir de esta importante avifauna existen guaneras que fueron explotadas comercialmente durante la década de 1950.
A su vez, también existen varias colonias reproductivas de lobo marino de un pelo (Otaria flavescens).
En 2008 se creó el Parque Interjurisdiccional Marino Costero Patagonia Austral, el cual incluye a las islas Vernaci.